# ハドソン産業
ハドソン産業株式会社（ハドソンさんぎょう）は東京都豊島区の企業。主に遊戯銃の製造・販売を行っていたが、2009年末をもって遊戯銃部門を廃業した。
日本では悪名高いトカレフTT-33や比較的マイナーなジェリコ941の遊戯銃を唯一商品化していたほか、1960年代からモデルガンの製造・販売を続けていた。また、漫画やアニメのキャラクターの設定に合わせて作られた「キャラクター商品」が存在する。
なお、モデルシップ事業部による外国製精密紙模型の輸入・販売は継続している。

## 主な製品

### モデルガン
純国産モデルガン第一号であるモーゼル軍用拳銃を製造したのがハドソン産業の前身、山田鍍金工業所である。かつてモデルガン化された機種はAK-47、Vz 61、PPSh-41など共産圏のものやマドセンM1950、マッドマックスショットガン、NAAミニデリンジャーなどマイナーなものが多く、他のモデルガンメーカーの製品構成とは一線を画している。また、十四年式拳銃は会社設立当初から製造が続けられていた息の長い製品である。
キャップ火薬を使用するブローバックモデルも多いが、発火性能が良いものは少なく、中には製品の注意書きに「発火は難しい」と書かれているものも存在する。
同社のM1ガーランドやM14にはダミーカートリッジ仕様の観賞用モデルの他に、ガスブローバックのメカを利用して実銃の動作を再現させるガスオペレーションシステムを採用したものがある。グリーンガスで作動し、発火構造を持たない軽量カートリッジを使用するため、安定した排莢動作が楽しめる。それまで実現不可といわれてきたM1ガーランドのクリップ（装弾子）エジェクション機能の再現にも成功し、最終弾を撃ち終えると装弾子が“キーン”と音を立てて飛び出す実物同様の機構を備える。

### エアソフトガン
エアソフトガンへの取り組みはモデルガン系メーカーとしては早く、1987年頃にはMADMAXショットガンやグリースガンをエア・ガスガン化している。しばらくの開発休眠状態の後に、ブローバックガスガンで再参入した。ブローバックシステムは、マルゼンの「アドバンスシュートシステム」の旧型・新型を採用、「BVS（バタフライバルブシステム）」と称した独自の構造も開発した。精密射撃用エアコッキングガン「プリシーダー」も開発・販売を行った。

### ペーパークラフト
自社製品ではないが、艦船、商船などの精密紙模型を主に欧州から輸入・販売している。